# Mahmud Abu Zeid
Mahmud Abu Zeid (auch Mahmoud Abu Zaid, arabisch محمود أبو زيد, DMG Maḥmūd Abū Zaid; * 1987), bekannt unter seinem Künstlernamen Shawkan, ist ein ägyptischer Pressefotograf.
Für die Fotoagentur Demotix hat er Bilder von einem der Protestcamps der Muslimbrüder in Kairo gemacht, die sich gegen die Machtübernahme des Militärs richteten. Seit dem 14. August 2013 sitzt Abu Zeid in dem Hochsicherheitsgefängnis Tura in Untersuchungshaft, „obwohl diese auch nach ägyptischem Recht auf zwei Jahre begrenzt ist“.

## Auszeichnungen
- 2016: International Press Freedom Award
- 2018: Guillermo Cano World Press Freedom Prize